# Un amour de sorcière
Un amour de sorcière (Brasil: Duelo de Bruxos ) é um filme francês de 1997, dirigido por René Manzor.
O tio de Vanessa Paradis, Didier Pain, co-produziu o filme. As filmagens aconteceram em Paris, Nova York, Veneza e na região dos Pirenéus Atlânticos, sendo o filme gravado duas vezes: uma vez em francês e a outra em inglês, tendo nesta última versão ficado com o título de Witch Way Love. 

## Sinopse
Pela tradição, Morgane (Vanessa Paradis), uma bruxa do bem, precisa eleger um padrinho para seu filho Arthur que está perto de completar um ano. Molok (Jean Reno), o último bruxo representante do mal precisa de um herdeiro e quer apadrinhar Arthur. Morgane recusa a oferta e a única opção é encontrar um mortal que nasceu no mesmo dia e hora que Arthur, e assim surge Michael Firth (Gil Bellows), um inventor americano por quem ela se apaixona. Mas, Molok não quer permitir que Micheal seja o padrinho. Agora, Morgane, Micheal e Eglantine (Jeanne Moreau) precisam impedir que Molok pegue Arthur.

## Elenco
| Ator            | Papel         |
| --------------- | ------------- |
| Vanessa Paradis | Morgane       |
| Jean Reno       | Molok         |
| Gil Bellows     | Michael Firth |
| Jeanne Moreau   | Eglantine     |
| Dabney Coleman  | Joel          |
| Katrine Boorman | Rita          |
| Fantin Lalanne  | Arthur        |
| Malcolm Dixon   | Merlin        |
| Eléonore Hirt   | Chloé         |
| Louise Vincent  | Fleur         |